# Queso Ayrshire
El queso Ayrshire es un queso escocés producido en el condado de Ayrshire.
Es un queso de leche de vaca de pasta prensada, con una textura firme y homogénea y un sabor afrutado que recuerda al Cantal o al Laguiole jóvenes.
Se puede madurar varios meses. Puede compararse con el Dunlop, que también se produce en la región.
- Datos: Q3088307